# 일레븐나인 엔터테인먼트
일레븐나인 엔터테인먼트(ELEVEN 9 Entertainment)은 대한민국의 연예기획사로 세븐이 소속된 1인 회사이다. 세븐은 YG엔터테인먼트에서 계약이 끝나 독립하였다.
2018년 8월 케이스타그룹에 인수되었으며, 현재 케이스타그룹의 계열사 스타이엔티 산하에 있다.

## 이전 소속 연예인

### 가수
- 세븐

### 배우
- 이지은

### 연도별 배출 아티스트
| 연도 | 아티스트 | 형태 | 구성원 | 데뷔연도 | 풍선색    | 팬클럽      | 리더 |
| ---- | -------- | ---- | ------ | -------- | --------- | ----------- | ---- |
| 2015 | 세븐     | 솔로 | 세븐   | 2003     | 라임 그린 | Lucky Se7en | 없음 |